# Vladyslav Babohlo
Vladyslav Vitalijovyč Babohlo (in ucraino Владислав Віталійович Бабогло?; Copceac, 14 novembre 1998) è un calciatore moldavo con cittadinanza ucraina, difensore del Karpaty L'viv.

## Caratteristiche tecniche
È un difensore centrale.

## Carriera

### Club
Cresciuto nel settore giovanile del Čornomorec', nel 2017 è passato all'Oleksandrija. Ha esordito in prima squadra il 17 febbraio 2018 disputando l'incontro di Prem"jer-liha perso 2-0 contro lo Stal' Kam"jans'ke.

### Nazionale
Dopo avere rappresentato le selezioni giovanili ucraine, nel 2023 sceglie di rappresentare la Moldavia, con cui esordisce il 17 giugno del medesimo anno in occasione della sconfitta per 2-0 in casa dell'Albania. Realizza la sua prima rete per la selezione moldava 3 giorni dopo nella sfida vinta per 3-2 in rimonta contro la Polonia.

## Statistiche
Statistiche aggiornate al 5 novembre 2019.

### Presenze e reti nei club
| Stagione        | Squadra         | Campionato      | Campionato | Campionato | Coppe nazionali | Coppe nazionali | Coppe nazionali | Coppe continentali | Coppe continentali | Coppe continentali | Altre coppe | Altre coppe | Altre coppe | Totale | Totale | Totale |
| Stagione        | Squadra         | Comp            | Pres       | Reti       | Comp            | Pres            | Reti            | Comp               | Pres               | Reti               | Comp        | Pres        | Reti        | Pres   | Reti   |        |
| --------------- | --------------- | --------------- | ---------- | ---------- | --------------- | --------------- | --------------- | ------------------ | ------------------ | ------------------ | ----------- | ----------- | ----------- | ------ | ------ | ------ |
| 2017-2018       | Oleksandrija    | PL              | 3          | 0          | CU              | 0               | 0               |                    | -                  | -                  |             | -           | -           | 3      | 0      |        |
| 2018-2019       | Oleksandrija    | PL              | 12         | 1          | CU              | 1               | 0               |                    | -                  | -                  |             | -           | -           | 13     | 1      |        |
| 2019-2020       | Oleksandrija    | PL              | 9          | 2          | CU              | 1               | 0               | UEL                | 1                  | 0                  |             | -           | -           | 11     | 2      |        |
| Totale carriera | Totale carriera | Totale carriera | 24         | 3          |                 | 2               | 0               |                    | 1                  | 0                  |             | -           | -           | 27     | 3      |        |